# 풋볼 대소동
풋볼 대소동(Horse Feathers)은 미국에서 제작된 노먼 Z. 맥레오드 감독의 1932년 코미디, 뮤지컬, 멜로/로맨스 영화이다. 그루초 막스 등이 주연으로 출연하였고 허먼 J. 맨키비츠 등이 제작에 참여하였다.
알려진 다른 제목으로 하찮은, 막스 브라더스의 풋볼 대소동(출시명)이 있다.

## 출연

### 주연
- 그루초 막스
- 하포 마스
- 치코 마르크스
- 제포 마르크스

### 조연
- 델마 토드
- 데이빗 랜도